# Карл II Дитина
Карл II l'Enfant (*Charles l'Enfant, 847/848 — 29 вересня 866) — король Аквітанії у 855—863 та 865—866 роках. Деякі науковці називають Карла під номер «III», рахуючи за короля Аквітанії Карла Великого.

## Життєпис
Походив з династії Каролінгів. Був другим сином Карла II Лисого, короля Західно-Франкської держави, і Ірментруди Орлеанської. Народився у 847 або 848 році. Вже 15 жовтня 855 року Карл II Лисий, поваливши короля Піпіна II, призначив свого малолітнього сина Карла королем Аквітанії, опікуном якого став Рамнульф I, граф Пуатьє і герцог Аквітанії.
Карла, що дістав прізвисько l'Enfant («Дитина»), було короновано в Ліможі, одній зі старовинних столиць Аквітанії. На відміну від попередніх королів реальної влади Карл не мав. Аквітанія перебувала в підпорядкуванні короля Західно-Франкського королівства. У королівстві була відсутня канцелярія, всі призначення здійснював Карл II Лисий. Управління королівством знаходилося в руках ради, яку очолював герцог Рамнульф I. Останній разом з Карлом Лисим завдав 855 року поразки норманам у битві при Пуатьє.
857 року почалося нове повстання аквітанської знаті на користь Піпіна II, якого підтримав Людовик II Німецький. Водночас проти Карла виступив Бернард I, граф Оверні. Протягом 858 року брав участь у походах батька Карла Лисого проти норманів та Піпіна II, який втік до Бретані.
У 862 році Карл l'Enfant постарався знайти деяку незалежність від батька. Він одружився без дозволу короля західних франків з вдовою графа Буржа Гумберта II, і за порадою своїх найближчих радників, графів Ет'єна та Акфреда, зажадав від батька надати йому всю повноту влади в Аквітанії. Карл Лисий розцінив це як заколот. У 863 році він вдерся до Аквітанії, Карл виступив назустріч й здався у Невері. Його було замкнуто в Комп'єні. Дружина Карла була віддалена від двору. Але до 865 році Карл Лисий знову повернув сина в Аквітанію.
У 864 році Карл випадково отримав на полюванні сильний удар мечем по голові, після чого почав хворіти на епілепсію. Помер бездітним у Бюзансе 29 вересня 866 року. Карломан, молодший брат Карла, і архієпископ Вульфад поховали його тіло в Буржі у церкві Св. Сульпиція.